# Cadence Jazz Records
Cadence Jazz es una compañía discográfica y un sello estadounidense especializado en jazz moderno no comercial. Está asociado a la Revista Cadencia.
Fue fundada por Bob Rusch en Redwood, Nueva York en 1980. En el año 2000, el sello había publicado más de 100 álbumes. Su catálogo incluye a Marilyn Crispell, Beaver Harris y Frank Lowe. Este sello es diferente de Cadence que produjo música pop en las décadas de 1950 y 1960.

## Discografía
| #       | Álbum                                    | Artista                                                 | Notas                                              |
| ------- | ---------------------------------------- | ------------------------------------------------------- | -------------------------------------------------- |
| 1000    | Live at Ali's Alley                      | Ahmed Abdullah                                          | Solo LP; con Vincent Chancey                       |
| 1001    | Big Band                                 | Saheb Sarbib                                            | Solo LP; con Jemeel Moondoc, Jack Walrath          |
| 1002    |                                          | Beaver Harris                                           | Solo LP; con Grachan Moncur, III, Maurice McIntyre |
| 1003    |                                          | Beaver Harris                                           | Solo LP; con Don Pullen, Hamiet Bluiett, McIntyre  |
| 1004    | Art of Bop                               | Hugh Brodie                                             | Solo LP                                            |
| 1005    |                                          |                                                         |                                                    |
| 1006    | Live                                     | Jemeel Moondoc                                          | Solo LP; con Roy Campbell, Wm. Parker              |
| 1007    |                                          | Frank Lowe                                              | Solo LP; con Damon Choice, Butch Morris            |
| 1008    | UFO                                      | Saheb Sarbib                                            | Solo LP; con Mark Whitecage                        |
| 1009    | Rams Run                                 | Kalaparusha Maurice McIntyre                            | Solo LP; con Julius Hemphill, Malachi Thompson     |
| 1010    | Aisha                                    | Saheb Sarbib                                            | Solo LP; big band con Jameel Moondoc, Frank Wright |
| 1011    | Olympia Live                             | Barbara Donald                                          | Solo LP; con Carter Jefferson                      |
| 1012    |                                          | Kim Parker                                              | Solo LP                                            |
| 1013    | Bebop Loose & Live                       | J. R. Monterose                                         | Solo LP                                            |
| 1014    |                                          | Dwight James                                            | Solo LP; con Byard Lancaster                       |
| 1015    | Spirit Music                             | Marilyn Crispell                                        | Solo LP; con Billy Bang                            |
| 1016    | Rory Stuart Quartet                      | Rory Stuart                                             | Solo LP                                            |
| 1017    |                                          | Barbara Donald                                          | Solo LP; con Carter Jefferson                      |
| 1018    | An Engineer of Sounds                    | Jimmy Stewart                                           | Solo LP                                            |
| 1019    | The Improviser                           | Chet Baker                                              |                                                    |
| 1020    | Shapes Sounds Theory                     | Steve Cohn                                              | Solo LP; con Reggie Workman                        |
| 1021    | OK!                                      | Lee Shaw                                                | Solo LP                                            |
| 1022    | Chasin' a Classic                        | Bob Nell                                                | Solo LP                                            |
| 1023    | Impasse                                  | Glenn Wilson, Harold Danko, Dennis Irwin, Adam Nussbaum | CD/LP                                              |
| 1024/25 | Collection                               | Bill Dixon                                              |                                                    |
| 1026    | Borbetomagus Jam                         | Borbetomagus                                            | Solo LP; con Toshinori Kondo, Peter Kowald         |
| 1027    | Rainsplash                               | Alan Simon                                              | CD only                                            |
| 1028    | Tough Tenor Red Hot                      | Ernie Krivda                                            | Solo LP                                            |
| 1029    | Sextet Live                              | Abdul Zahir Batin                                       | Solo LP; con Bobby Watson, Robin Eubanks           |
| 1030    | Rhythm-A-Ning                            | Thorgeir Stubø                                          | Solo LP                                            |
| 1031    | Red Green & Blue                         | Paula Owen                                              | Solo LP                                            |
| 1032    | Man con a Sax                            | Robert Shure                                            | Solo LP; con Heikki Samanto                        |
| 1033    | Shades of Meaning                        | David Sidman                                            | Solo LP; con Thurman Barker                        |
| 1034    | Scenario                                 | Joe Locke                                               | Solo LP; con Andy Laverne                          |
| 1035    | Chicplacity                              | Jon Hazilla                                             | Solo LP; con John Hicks                            |
| 1036    | End of a Tune                            | Thorgeir Stubø                                          | Solo LP; con Art Farmer, Doug Ramey                |
| 1037    | Sonic Explorations                       | Matthew Shipp                                           | Solo LP; con Rob Brown                             |
| 1038    | Nostalgia in Times Square                | Peter Compo                                             | Solo LP                                            |
| 1039    | Well You Needn't                         | Ernie Krivda                                            | Solo LP                                            |
| 1040    | She's Back                               | Jan Labate                                              | Solo LP                                            |
| 1041    | Colour Circle                            | William Hooker                                          | Solo LP; con Roy Campbell                          |
| 1042    | Endangered Species                       | Paul Flaherty                                           | Solo LP                                            |
| 1043    | Compelling Forces                        | Erroll Parker                                           | Solo LP                                            |
| 1044    | Setting the Standard                     | Ellery Eskelin                                          | Solo LP                                            |
| 1045    | Homecoming                               | Abbey Rader                                             | CD only; con Dave Liebman                          |
| 1046    | Impact                                   | Paul Flaherty                                           | Solo LP                                            |
| 1047    | What Is This Magic?                      | Paula Owen                                              | from 1047 solo en formato CD                       |
| 1048    | Searching for Harmony                    | Alvaro Is Rojas                                         |                                                    |
| 1049    |                                          |                                                         |                                                    |
| 1050    | Seeking Spirit                           | Bobby Zankel                                            | Con Odeon Pope, Johnny Coles                       |
| 1051    | Innocence                                | Joe Gallivan                                            | big band, con Evan Parker                          |
| 1052    | Home on the Range                        | Chuck Florence                                          | Con Jaki Byard, Alan Dawson                        |
| 1053    | Dreamland                                | Darrell Katz Jazz Composers Alliance                    | Con Julius Hemphill                                |
| 1054    | Fat Onions                               | Paul Flaherty                                           |                                                    |
| 1055    | Between Speech & Song                    | Eric Pakula                                             |                                                    |
| 1056    | So Nice to Meet You                      | Ernie Krivda                                            |                                                    |
| 1057    | All Stories Are True                     | David White                                             | Con Valery Ponomarev                               |
| 1058    | Bitten Moon                              | Jon Hazilla                                             |                                                    |
| 1059    | Emerging from Earth                      | Bobby Zankel                                            | Con Uri Caine                                      |
| 1060    | Is Waiting for You                       | Michael Pagan                                           |                                                    |
| 1061    | Tonal Adventures                         | Alvaro Is Rojas                                         |                                                    |
| 1062    | PoGressions                              | Lou Grassi                                              | Con Herb Robertson, Perry Robinson, Steve Swell    |
| 1063    | Covert Choreography                      | Michael Bisio                                           |                                                    |
| 1064    | 48 Motives                               | Scott Fields                                            | Con Joseph Jarman, Marilyn Crispell                |
| 1065    | Falling in Flat Space                    | Herb Robertson                                          | Con Dominic Duval                                  |
| 1066    | Blue Monk Variations                     | Ivo Perelman                                            |                                                    |
| 1067    |                                          | Tom Cohen                                               |                                                    |
| 1068    | Last Detail                              | John Stevens                                            |                                                    |
| 1069    | Seeing New York from the Ear             | Frode Gjerstad                                          | Con Rashid Bakr, Wm. Parker                        |
| 1070    | Red Rope: 3 Pieces for 2 Players         | George Cartwright                                       |                                                    |
| 1071    | Passion Suite                            | Dale Fielder                                            |                                                    |
| 1072    | Nightbird Inventions                     | Dominic Duval                                           | solo bass                                          |
| 1073    | Inside the Sphere                        | Mick Rossi                                              |                                                    |
| 1074    | Velvet Heat                              | Pieter Ostrander                                        |                                                    |
| 1075    | Great Concert, volume 1                  | Paul Plummer                                            |                                                    |
| 1076    | Bendito of Santa Cruz                    | Ivo Perelman                                            | Con Matthew Shipp                                  |
| 1077    | Encounters con Myself                    | Alvaro Is Rojas                                         |                                                    |
| 1078    | Great Concert, volume 2                  | Paul Plummer                                            |                                                    |
| 1079    | Essential Expressions                    | Paul Dumall                                             |                                                    |
| 1080    | Suite Empathy                            | Ehran Elisha                                            | Con Roy Campbell                                   |
| 1081    | Kith 'n Kin Orchestra                    | Thomas Borgmann                                         |                                                    |
| 1082    | The Twilight of Time                     | Ken Simon                                               |                                                    |
| 1083    | There Will Never Be Another You          | Rick Holland                                            |                                                    |
| 1084    | In Concert at Bimhuis                    | Noah Howard                                             | Con Bobby Few                                      |
| 1085    | Bottoms Out                              | Joe Fonda                                               | Con Mark Whitecage                                 |
| 1086    | No Train                                 | Steuart Liebig                                          | Con Vinny Golia                                    |
| 1087    | Shades of Greene                         | Burton Greene                                           | Solo                                               |
| 1088    | Sweet Dreams                             | Pucci Amanda Jhones                                     | Son Kenny Barron                                   |
| 1089    | Ikosa Mura                               | Frode Gjerstad                                          | Con Bobby Bradford, Borah Bergmann                 |
| 1090    | Toni's Delight: Live in Seoul            | Heinz Geisser                                           | Con Guerino Mazzola                                |
| 1091    | Borealis                                 | Frode Gjerstad                                          | Con the Circulasione Totale Orchestra              |
| 1092    | Qu'a: Live at the Iridium, Vol. 1        | Cecil Taylor                                            |                                                    |
| 1093    | Only Believe                             | Don Glanden                                             | Con Ernie Watts                                    |
| 1094    | The Free Improv Ensemble (1964)          | The Free Improv Ensemble                                | Con Burton Greene                                  |
| 1095    | Second Course                            | Marc Sabatella                                          |                                                    |
| 1096    | Positive Settings                        | Rick Holland                                            |                                                    |
| 1097    | Live In Concert                          | Dominic Duval's String Ensemble                         |                                                    |
| 1098    | Qu'a Yuba: Live at the Iridium, Vol. 2   | Cecil Taylor                                            |                                                    |
| 1099    | Invisible Touch                          | Frode Gjerstad and Peter Brötzmann                      |                                                    |
| 1100    | Interludes of Breath and Substance       | Matthew Goodheart con Leo Smith                         |                                                    |
| 1101    |                                          |                                                         |                                                    |
| 1102    |                                          |                                                         |                                                    |
| 1103    | Utterance                                | Glenn Spearman and John Heward                          |                                                    |
| 1104    | Hollywood Wedding                        | Adam Lane                                               |                                                    |
| 1105    | The Dream Book                           | Joe McPhee and Dominic Duval                            |                                                    |
| 1106    | Rapture                                  | Trio X con Rosi Hertlein                                |                                                    |
| 1107    | Anahad                                   | Paul Flaherty and Randall Colbourne Quintet             |                                                    |
| 1108    | Ultima                                   | Frode Gjerstad Trio                                     |                                                    |
| 1109    | Groundwork                               | Joe Rosenberg Group                                     |                                                    |
| 1110    | Crossings                                | Matthew Goodheart & Dominic Duval                       |                                                    |
| 1111    | Cries and Whispers                       | Dominic Duval Quintet                                   |                                                    |
| 1112    | Faith                                    | Fred Hess / Boulder Creative Music Ensemble             |                                                    |
| 1113    | Over the Edge                            | Tom DeSteno and Bob Magnuson                            |                                                    |
| 1114    |                                          |                                                         |                                                    |
| 1115    |                                          |                                                         |                                                    |
| 1116    |                                          |                                                         |                                                    |
| 1117    | Knudstock 2000                           | Herb Robertson                                          |                                                    |
| 1118    |                                          |                                                         |                                                    |
| 1119    |                                          |                                                         |                                                    |
| 1120    | Badlands                                 | Expositions of Freedom. .. Now!                         |                                                    |
| 1121    |                                          |                                                         |                                                    |
| 1122    | Heliopolis                               | Heinz Geisser / Guerino Mazzola Quartet                 |                                                    |
| 1123    | Calling All Spirits                      | Avram Fefer Trio                                        |                                                    |
| 1124/   |                                          |                                                         |                                                    |
| 1125    |                                          |                                                         |                                                    |
| 1126    | The Blessing Light                       | Frode Gjerstad Trio                                     |                                                    |
| 1127    | Primal Intentions                        | Michael Bisio and Joe Giardullo                         |                                                    |
| 1128    | Voluminous Venture                       | Masashi Harada and Barre Phillips                       |                                                    |
| 1129    | Antipodes                                | Steuart Liebig, Vinny Golia and Billy Mintz             |                                                    |
| 1130    | Tierra                                   | de, Guerino Mazzola and Heinz Geisser                   |                                                    |
| 1131    |                                          |                                                         |                                                    |
| 1132    |                                          |                                                         |                                                    |
| 1133    | No(w) Music                              | Adam Lane's Full Throttle Orchestra                     |                                                    |
| 1134    | On Tour                                  | Trio X                                                  |                                                    |
| 1135    |                                          |                                                         |                                                    |
| 1136    | Caramel Topped Terrier                   | David Haney Quartet                                     |                                                    |
| 1137    |                                          |                                                         |                                                    |
| 1138    |                                          |                                                         |                                                    |
| 1139    | Steve Swell Presents Particle Data Group | Steve Swell                                             |                                                    |
| 1140    | Sound Quest                              | Implicate Order                                         |                                                    |
| 1141    |                                          |                                                         |                                                    |
| 1142    | Cycle Logical                            | Jimmy Halperin con Don Messina and Bill Chattin         |                                                    |
| 1143    | Post-Deconstruction                      | Giancarlo Schiaffini and Peter Fraize                   |                                                    |
| 1144    | In Black and White                       | Trio X                                                  |                                                    |
| 1145    |                                          |                                                         |                                                    |
| 1146    |                                          |                                                         |                                                    |
| 1147    |                                          |                                                         |                                                    |
| 1148    | One Eyed Jack                            | Joseph Scianni                                          |                                                    |
| 1149    | A Place for Jazz                         | Lee Shaw Trio                                           |                                                    |
| 1150    | Agua                                     | Mathias Rissi, Guerino Mazzola and Heinz Geisser        |                                                    |
| 1151    | Live in Paris                            | The Jemeel Moondoc All-Stars                            |                                                    |
| 1152    | Trips Jobs and Journeys                  | Noah Rosen                                              |                                                    |
| 1153    | In, Thru, and Out                        | Jazz Composers Alliance Orchestra                       |                                                    |
| 1154    |                                          |                                                         |                                                    |
| 1155/56 | Duocity in Brass & Wood                  | Paul Smoker                                             |                                                    |
| 1157    |                                          |                                                         |                                                    |
| 1158    | Cosmos                                   | Abbey Rader and Dave Liebman                            |                                                    |
| 1159    | This Now!                                | Steve Swell's Unified Theory of Sound                   |                                                    |
| 1160    |                                          |                                                         |                                                    |
| 1161    | The Welsh Chapel                         | Frode Gjerstad con John Edwards and Mark Sanders        |                                                    |
| 1162    |                                          |                                                         |                                                    |
| 1163    |                                          |                                                         |                                                    |
| 1164    |                                          |                                                         |                                                    |
| 1165    |                                          |                                                         |                                                    |
| 1166    | Intuitive Structures                     | Kevin Norton's Living Language                          |                                                    |
| 1167    |                                          |                                                         |                                                    |
| 1168    | Rapt Circle                              | Patrick Brennan                                         |                                                    |
| 1169    | All the Notes                            | Cecil Taylor                                            |                                                    |
| 1170    | Opening the Gates                        | James Finn                                              |                                                    |
| 1171    |                                          |                                                         |                                                    |
| 1172    |                                          |                                                         |                                                    |
| 1173    | Composance                               | Michael Bisio Trio                                      |                                                    |
| 1174    | Slammin' the Infinite                    | Steve Swell                                             |                                                    |
| 1175    |                                          |                                                         |                                                    |
| 1176    | WellSprings Suite                        | Quintet Moderne                                         |                                                    |
| 1177    | Kaivalya Volume 1                        | Paul Flaherty and Marc Edwards                          |                                                    |
| 1178    |                                          |                                                         |                                                    |
| 1179    |                                          |                                                         |                                                    |
| 1180    | Long Night Waiting                       | The Gauci Trio                                          |                                                    |
| 1181    |                                          |                                                         |                                                    |
| 1182    |                                          |                                                         |                                                    |
| 1183    | Beyond Is and Is Not                     | The Gauci Trio                                          |                                                    |
| 1184    | Jack Rabbitt                             | Don Menza, John Bacon and Bobby Jones                   |                                                    |
| 1185    | In the Stillhouse                        | The Slam Trio                                           |                                                    |
| 1186    | In Finland                               | Joe McPhee, Matthew Shipp and Dominic Duval             |                                                    |
| 1187    | Eric Zinman Ensemble                     | Eric Zinman                                             |                                                    |
| 1188    | Don't Count On Glory                     | Lindsey Horner                                          |                                                    |
| 1189    | Big Hearts                               | Katsuyuki Itakura, Blaise Siwula and Ryusaku Ikezawa    |                                                    |
| 1190    | We're Comin' Just One Time               | The Gauci Trio                                          |                                                    |
| 1191    | Live At Kaldi’s                          | Ron Enyard and Paula Owen con Cal Collins, Ed Felson    |                                                    |
| 1192    | Live at the Guelph Festival              | Marshall Allen and Lou Grassi                           |                                                    |
| 1193    | Buffalo                                  | Adam Lane Quartet                                       |                                                    |
| 1194    |                                          |                                                         |                                                    |
| 1195    |                                          |                                                         |                                                    |
| 1196    | Seth Meicht Trio                         | Seth Meicht Trio                                        |                                                    |
| 1197    | Reqiphoenix Nexus                        | The C.T. Trio con Joe McPhee                            |                                                    |
| 1198    | Soul Calling                             | Ivo Perelman con Dominic Duval                          |                                                    |
| 1199    | Kaivalya Volume 2                        | Paul Flaherty and Marc Edwards                          |                                                    |
| 1200    | Roulette at Location One                 | Trio X                                                  |                                                    |